# Amabela nigrisparsa
Amabela nigrisparsa är en fjärilsart som beskrevs av Paul Dognin 1914. Amabela nigrisparsa ingår i släktet Amabela och familjen nattflyn. Inga underarter finns listade i Catalogue of Life.